# オキシメタゾリン
オキシメタゾリン（Oxymetazoline）は、選択的α1作動性・部分的α2作動性局所充血除去薬である。1961年に開発された。点鼻薬として市販されている。
日本では1967年に医療用医薬品として発売され、2011年4月よりスイッチOTCとして認められた。

## 効能・効果
オキシメタゾリンは医療用としては「上気道の諸疾患の充血・鬱血」（耳鼻科用）、「表在性充血（原因療法と併用）」（眼科用）に対して承認されている。一般用医薬品（OTC）としての効能・効果は「急性鼻炎、アレルギー性鼻炎または副鼻腔炎による鼻づまり」である。
血管収縮作用を有する事から、鼻血の止血に対する有効性が報告されている。

## 薬物動態
イミダゾリン系薬剤はアドレナリンα作動薬であり、β受容体への作用はほとんどない。オキシメタゾリンは経口投与により速やかに吸収される。経口投与の場合は1回の投与で最大7時間効果が持続する。血中半減期は5〜8時間である。鼻腔内投与量の場合、腎臓から72時間で27〜38%、肝臓から120時間で9〜13%が排泄される:17。

## 作用機序
オキシメタゾリンは交感神経α1受容体作動性・α2部分作動性薬剤である。
血管にはα1受容体が多く発現しており、オキシメタゾリンは血管収縮作用を発現する。加えて、局所投与は内皮のシナプス後α2受容体に作用して血管収縮作用を示す。これは、α2受容体作動薬を全身投与した場合にはシナプス前α2受容体に作用して交感神経の興奮をもたらし、血管拡張作用を示す事と対照的である。血管収縮作用に基づく鼻閉の改善は、次の2つの理由による。第一に、気道内腔面積を拡大する。第二に、後毛細血管細静脈からの滲出液を減少させる。オキシメタゾリンは鼻腔抵抗（Nasal Airway Resistance、NAR）を最大35.7%低減し、鼻粘膜血流量を最大50%低減する。

## 副作用と使用上の注意

### 反跳性充血
反跳性充血または薬物性鼻炎が起こることがあるので、3日を超える連用は避けるべきである。それ以上連用した場合は依存性が形成されることがある。

### 塩化ベンザルコニウムの影響
点眼薬、点鼻薬にしばしば防腐剤として含まれる塩化ベンザルコニウムが鼻粘膜の上皮細胞を障害し薬物性鼻炎の原因になるとの研究があるが、多くの研究がベンザルコニウムが安全であると結論している。

### 妊婦への投与
米国米国食品医薬品局（FDA）はオキシメタゾリンの胎児危険度分類をcategory Cとし、胎児への危険は認められないとした。単回投与は母体循環および胎児循環のいずれにも影響を与えないことが示されたが、最終的な結論を出せる程のデータが揃っていないとした。日本の添付文書には、「妊婦または妊娠している可能性のある婦人には治療上の有益性が危険性を上回ると判断される場合にのみ使用すること。」と記載されている。

### 過量投与
偶発的に過量投与してしまった時に吸収される前の薬物を除去する手順を定めておくべきである。オキシメタゾリンの解毒剤はないが、薬理学的にはフェントラミン等の交感神経α受容体遮断薬が有効である。高血圧クリーゼ等の重大な過量作用が発現した時は、てんかん様発作、痙攣、不安症軽減や血圧低下のためにベンゾジアゼピン系薬物の投与を検討すべきである。小児の場合、クロニジン同様、α2受容体およびイミダゾリン受容体への刺激作用により深刻な中枢神経抑制を引き起こす可能性がある。